# Lyngby BK
El Lyngby Boldklub af 1921 es un club de fútbol danés de la ciudad de Lyngby. Fue fundado en 1921 y juega en la Primera División de Dinamarca.

## Datos del club
- Temporadas en 1ª: 23
- Temporadas en 2ª: 7

## Palmarés

### Torneos nacionales
- SAS Ligaen (2): 1983, 1992
- Copa de Dinamarca (3): 1984, 1985, 1990
- Primera División de Dinamarca (1): 2016
- Segunda División de Dinamarca (1): 2007

## Participación en competiciones de la UEFA
| Temporada | Torneo                | Ronda            | Club              | Casa | Visita | Global |
| --------- | --------------------- | ---------------- | ----------------- | ---- | ------ | ------ |
| 1982–83   | UEFA Cup              | 1                | Brage             | 1–2  | 2–2    | 3–4    |
| 1984–85   | European Cup          | 1                | Labinoti Elbasani | 3–0  | 3–0    | 6–0    |
| 1984–85   | European Cup          | 2                | Sparta Praha      | 0–0  | 1–2    | 1–2    |
| 1985–86   | UEFA Cup Winners' Cup | 1                | Galway United     | 1–0  | 3–2    | 4–2    |
| 1985–86   | UEFA Cup Winners' Cup | 2                | Red Star Belgrade | 2–2  | 1–3    | 3–5    |
| 1986–87   | UEFA Cup              | 1                | Neuchâtel Xamax   | 0–2  | 1–3    | 1–5    |
| 1990–91   | UEFA Cup Winners' Cup | 1                | Wrexham           | 0–0  | 0–1    | 0–1    |
| 1992–93   | UEFA Champions League | 1                | Rangers           | 0–2  | 0–1    | 0–3    |
| 1996–97   | UEFA Cup              | Clasificatoria   | Mura              | 0–0  | 2–0    | 2–0    |
| 1996–97   | UEFA Cup              | 1                | Club Brugge       | 1–1  | 0–2    | 1–3    |
| 1999–2000 | UEFA Cup              | Clasificatoria   | Birkirkara        | 7–0  | 0–0    | 7–0    |
| 1999–2000 | UEFA Cup              | 1                | Lokomotiv Moscow  | 1–2  | 0–3    | 1–5    |
| 2017–18   | UEFA Europa League    | Clasificatoria 1 | Bangor City       | 1–0  | 3–0    | 4–0    |
| 2017–18   | UEFA Europa League    | Clasificatoria 2 | Slovan Bratislava | 2–1  | 1–0    | 3–1    |
| 2017–18   | UEFA Europa League    | Clasificatoria 3 | Krasnodar         | 1–3  | 1–2    | 2–5    |

## Jugadores

### Jugadores destacados
- Klaus Berggreen
- Carsten Fredgaard
- John Helt
- Claus Jensen
- Niclas Jensen
- Mads Junker
- Flemming Christensen
- Henrik Larsen
- Miklos Molnar
- Peter Nielsen
- Morten Nordstrand
- Thomas Rasmussen
- Dennis Rommedahl
- Thomas Rytter
- Michael Schäfer
- Mads Timm
- Morten Wieghorst
- Bosun Ayeni
- Emeka Ezeugo
- Lars Bohinen
- Marcus Allbäck
- Tobias Grahn
- Christian Holst
- Alfréð Finnbogason

## Entrenadores

### Entrenadores desde 1981
- Jørgen Hvidemose (1981–87)
- Hans Brun Larsen (1987)
- Kim Lyshøj (1987–90)
- Kent Karlsson (1991–92)
- Michael Schäfer (1992–95)
- Benny Lennartsson (1995–98)
- Poul Hansen (1998–01)
- Hasse Kuhn (2001–03)
- Bent Christensen (2003–05)
- Kasper Hjulmand (2006–08)
- Henrik Larsen (2008–09)
- Niels Frederiksen (2009–13)
- Johan Lange (2013)
- Jack Majgaard (2013–15)
- Søren Hermansen (2015) (interino)
- David Nielsen (2015–17)[1]
- Thomas Nørgaard (2017–18)[2]
- Mark Strudal (2018)[3]
- Christian Nielsen (2018–20)[4]
- Carit Falch (2020–21)[5]
- Freyr Alexandersson (2021–Presente)[6]